# 中谷正人
中谷 正人（なかたに まさと、1948年-　）は、日本の建築ジャーナリスト。有限会社中谷ネットワークス代表取締役、千葉大学客員教授。
神奈川県生まれ。新建築社『住宅特集』編集長や『新建築』編集長などを歴任し、現在建築ジャーナリストとして活動している。

## 経歴
- 1948年：神奈川県生まれ
- 1971年：千葉大学工学部建築学科卒業。新建築社入社。
- 1988年：新建築社『住宅特集』編集長
- 1991年：同社『新建築』編集長
- 1993年：新建築社編集部長就任[1]。

## 著書
- 建築21世紀はこれからだ―編集者・写真家三〇〇年の視点（スパイラル社、2013年）